# 荒木とよひさの明るく元気にヨーイドン!
『荒木とよひさの明るく元気にヨーイドン!』（あらきとよひさのあかるくげんきにヨーイドン）は、CBCラジオで放送されていたラジオ番組。レクスト（旧社名：愛知冠婚葬祭互助会）の一社提供。1991年1月20日スタート。2020年9月26日放送終了。

## パーソナリティ
- 荒木とよひさ[2]・早川敦子[3]

## 放送時間
- 毎週土曜 5:00 - 5:30 （2018年4月 - ２０２０年9月 ）

### 過去の放送時間
- 毎週日曜 22:00 - 22:30
- 毎週日曜 16:30 - 17:00 （2010年時点の放送時間）
- 毎週日曜 16:00 - 16:30 （2014年10月 - 2018年4月）[4]ほか

番組開始以来日曜の様々な時間に放送してきた。番組開始当初は11:30スタートで、13時台、21時台にも放送していた。

## 後継番組
2021年1月2日より、本番組終了時と同じ放送時間で新たに「朝からハッピー 荒木とよひさのちょっといいラジオ」がスタートし、出演は引き続き荒木と早川のコンビでテーマ曲もそのまま継続した。こちらは2022年3月26日で放送を終了した。